# Guatteria dolichopoda
Guatteria dolichopoda là loài thực vật có hoa thuộc họ Na. Loài này được Donn.Sm. mô tả khoa học đầu tiên năm 1896.